# 四ッ谷龍
四ッ谷 龍（よつや りゅう、1958年6月13日 - ）は、俳人。北海道に生まれる。1959年東京に転居。小学校の授業をきっかけに俳句に親しむ。1974年藤田湘子の「鷹」入会。1983年第2回現代俳句評論賞。1984年神戸に転居。1986年「鷹」退会。1987年句集『慈愛』刊行。同年冬野虹と結婚。冬野との二人文芸誌「むしめがね」創刊。1990年東京に転居。1997年「インターネットむしめがね」を日・仏・英3か国語で開設。2002年冬野虹急逝。2010年句集『大いなる項目』刊行。その他の著書に『富澤赤黄男』（蝸牛俳句文庫、1995年）がある。代表的な句に「はればれとわたしをころす桜かな」など。評論活動のほか、フランスの雑誌への寄稿や海外講演など俳句に関する国際的活動を行っている。